# マイネットワークTV
マイネットワークTV（MyNetworkTV、MNT、MNTV）はアメリカのテレビネットワークの一つ。2006年9月5日に運営が開始された。開局時はニューズ・コーポレーションの傘下であり、その後ニューズ社が分社化されたため21世紀フォックスの傘下となった。2019年3月20日、ウォルト・ディズニー・カンパニーが、21世紀フォックスが所有する映画とテレビ資産の買収を完了したと正式に発表したが、マイネットワークTVはディズニー傘下とはならずフォックス・コーポレーションの傘下となった。

## 概要
2006年1月24日にWBの親会社であるタイム・ワーナー（現・ワーナーメディア）と、UPNを運営していたCBSコーポレーションが互いに所有するネットワークを閉鎖し、新たなネットワークを開設することを発表した。そして、新たにCWテレビジョンネットワーク（CW）が開設されることになったが、主にWBに資本参加していたトリビューン社（有力紙シカゴ・トリビューンやロサンゼルス・タイムズの親会社）が保有していたWBの加盟局や、CBSコーポレーションが保有していたUPNの直営局が新しいネットワークの番組を放送することになった。
一方で、企業買収によりニューヨークやロサンゼルス、シカゴなど大都市圏のUPN加盟の放送局を保有していたニューズ・コーポレーション（現・21世紀フォックス）としては苦境に立たされることとなった。ニューズ社が保有していた10のUPN加盟局は、ひとつもCWへ加盟できなかった。結果、自身の保有局の受け皿として2月22日にマイネットワークTVの開設を発表。WB・UPN加盟局の中でCWに加盟できなかった局を中心に、167のテレビ局によってマイネットワークTVは誕生した。
編成する番組に関しては、CWがWB・UPNの番組の多くを獲得していたこともあり、中南米で人気のテレノベラ（帯ドラマ）を編成。1年で切り替え、2年目以降は映画やリアリティ番組を組み込む。2008-09年シーズンからはWBからCWに移行して放送していたプロレス中継『スマックダウン』の放映を獲得した。
その後も視聴率の低迷が続き、『スマックダウン』放映権を失ったことに伴い、2009年9月からのシーズンを以ってオリジナル番組（新作）の放映を廃止した。現在は主に大手ネットワークで放送された人気ドラマの再放送などを行っている。